# Ren & Stimpy
Ren & Stimpy (orig. The Ren and Stimpy Show) är en amerikansk-kanadensisk animerad TV-serie, ursprungligen visad på amerikansk TV åren 1991-1996. Serien är skapad av den kanadensiske animatören John Kricfalusi, och visades på barnkanalen Nickelodeon. I Sverige visades den på SVT2 och den svenska versionen av Nickelodeon.

## Om serien
Serien är en komedi med tydliga satiriska ambitioner, och kretsar kring de två titelfigurerna, Ren, en hetlevrad och lätt psykotisk chihuahuahund, och Stimpy, en korkad, men godhjärtad, katt. Seriens innehåll möttes dock tidvis av kraftig kritik, huvudsakligen för dess extrema och ofta våldsamma humor. De inslag som kritiserades hårdast inkluderade, utstuderat fysiskt våld, mordförsök och psykiska sammanbrott.
Som en följd av dess omtvistade innehåll valde Nickelodeon att censurera flera av seriens avsnitt, och att helt låta bli att sända andra. Dessutom var Kricfalusi en perfektionist som vägrade kompromissa om något och som krävde att varje avsnitt skulle vara bra nog enligt hans standard, vilket kunde leda till att flera scener fick tecknas om och att många tagningar togs med röstskådespelarna. Allt detta kunde leda till att produktionen av ett enskilt avsnitt kunde gå över en deadline och försenas från allt från nio månader till ett år. Vad mera är, Kricfalusi skulle ofta behandla de andra arbetarna illa genom att skrika mot dem eller skylla sina egna misstag på dem.
Efter två säsonger valde Nickelodeon att överlåta serien till sin egen animationsstudio, Games Animation, samtidigt som Kricfalusi tvingades lämna serien. Under det nya teamet trubbades seriens mest kritiserade inslag ned, i syfte att göra den mer lämpad för kanalens publik, samtidigt som serien sändes i avsedd tid utan förseningar.

## Röstskådespelare
Kricfalusi gjorde först Rens röst, när Nickelodeon senare avslutade hans kontrakt tog Billy West, som redan gjorde rösten till Stimpy istället över. Andra noterbara aktörer som medverkade i gästroller är Cheryl Chase, Frank Zappa, Randy Quaid, Gilbert Gottfried, Rosie O'Donnell, Dom DeLuise, Phil Hartman, Mark Hamill, Alan Young och Frank Gorshin.

### Svenska röster
- Ren: Peter Sjöquist
- Stimpy: Reine Brynolfsson
- Övriga:

## DVD
2005 släpptes en DVD-samling med de avsnitt som John Kricfalusi skapade. Med i denna samling finns även ocensurerade versioner av några avsnitt.

## Ny omgång
2003 gjorde serien comeback med nya avsnitt, då under titeln Ren and Stimpy Adult Party Cartoon, denna gång på kabel-TV-kanalen Spike TV. Produktionen var åter under Kricfalusis ledning, den återgick till det ursprungliga formatet, och huvudmålgruppen var denna gången "unga vuxna". Billy West återkom inte i sin roll som Stimpy eftersom han var rädd att serien kunde skada hans karriär och för att Kricfalusi hade behandlat honom så illa tidigare, istället spelas rollen som Stimpy av Eric Bauza. Endast tre avsnitt av nio beställda avsnitt hann färdigställas i tid. Serien lades ned efter tre avsnitt. Senare blev tre avsnitt till färdiga och sammanlagt släpptes sex avsnitt på DVD 2006.

## Datorspel
Figurerna har medverkat i flera datorspel, bland annat The Ren & Stimpy Show: Time Warp till Super Nintendo Entertainment System.